# Ferrovia Zella-Mehlis-Wernshausen
La ferrovia Zella-Mehlis-Wernshausen è una linea ferroviaria tedesca.

## Percorso
| Straight track |

| Station on track |

| Unknown route-map component "ABZgl" |

| Stop on track |

| Stop on track |

| Stop on track |

| Station on track |

| Stop on track |

| Stop on track |

| Unknown route-map component "eABZg+r" |

| Station on track |

| Stop on track |

| Stop on track |

| Stop on track |

| Small bridge over water |

| Unknown route-map component "ABZg+l" |

| Station on track |

| Unknown route-map component "eABZgr" |

### Ulteriori approfondimenti
- (DE) Georg Thielmann, Die Strecke Zella-Mehlis – Schmalkalden – Wernshausen. Eine Nebenbahn mit Gebirgscharakter, Arnstadt, Wachsenburgverlag, 2002, ISBN 3-935795-03-3.